# Alala
Alala (altgriechisch Ἀλαλά Alalá) ist in der griechischen Mythologie die Personifikation des gleichlautenden Schlachtrufs.
Als Personifikation erscheint sie in einem Fragment aus den Dithyramben Pindars, wo sie die Tochter des personifizierten Krieges Polemos genannt wird.